# (199741) Weidner
(199741) Weidner est un astéroïde de la ceinture principale.

## Description
(199741) Weidner est un astéroïde de la ceinture principale. Il fut découvert le 26 avril 2006 à Cerro Tololo par Marc William Buie. Il présente une orbite caractérisée par un demi-grand axe de 3,17 UA, une excentricité de 0,07 et une inclinaison de 2,1° par rapport à l'écliptique.